# Odstępne
Odstępne – instytucja prawa zobowiązań. Polski kodeks cywilny w art. 396 głosi: Jeżeli zostało zastrzeżone, że jednej lub obu stronom wolno od umowy odstąpić za zapłatą oznaczonej sumy (odstępne), oświadczenie o odstąpieniu jest skuteczne tylko wtedy, gdy zostało złożone jednocześnie z zapłatą odstępnego.